# Mount Weather

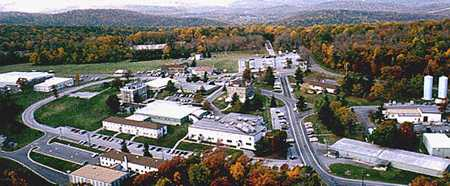
Die Einrichtung auf einem offiziellen Foto der FEMA

Mount Weather (offiziell Mount Weather Emergency Operations Center) ist eine Einrichtung der Bundesregierung der Vereinigten Staaten von Amerika. Sie befindet sich nahe Bluemont im Bundesstaat Virginia. Die Anlage ist eine Operations- und Trainingszentrale der amerikanischen Katastrophenhilfe FEMA. Die Behörde gab ihren Mitarbeiterstand im Jahr 2006 in Mount Weather mit 673 zivilen Angestellten an. Das Ministerium für Innere Sicherheit der Vereinigten Staaten, die Oberbehörde der FEMA, betreibt auf dem Gelände eine eigene Feuerwehrabteilung, die Mount Weather Fire & Rescue Company 21.
Darüber hinaus wird vermutet, dass sich unterhalb des Geländes ein Atombunker befindet, der hochrangige Mitglieder der Regierung im Falle eines Atomkriegs beherbergen soll. Insofern wäre die Einrichtung ein wichtiger Bestandteil des Continuity of Operations Plan, dem Notfallplan der Bundesregierung zur Fortsetzung der Amtsgeschäfte sowie zur militärischen Rückschlagfähigkeit.

## Geschichte
Der Name von Mount Weather rührt von der ursprünglichen Benutzung als meteorologischem Beobachtungspunkt oder Wetterstation her, die vom National Weather Bureau als Mount Weather Observatory genutzt wurde. Von dort wurden Wetterballons und -drachen seit Ende der 1890er-Jahre gestartet. Im Ersten Weltkrieg war Mount Weather ein Übungsgelände für die Artillerie. 1936 wurde das Gelände dem Bureau of Mines übergeben, das einen etwa 100 Meter langen Tunnel zur Erprobung neuer Techniken unter dem Bergkamm bohren ließ. Aufgrund der günstigen geologischen Bedingungen wurde 1954 vom Bureau of Mines mit der Anlage neuer Tunnel begonnen, die dann vom Army Corps of Engineers unter dem Codenamen „Operation High Point“ beendet wurde. Im selben Jahr wurde durch hochrangige Offiziere aus Washington entweder während einer Übung oder eines Alarmfalles kurzfristig entschieden, dass die noch nicht einmal wasserdichten Tunnel von Mount Weather für wichtige Aufgaben geeignet seien. Bis Juli 1958 wurden dann an die 90 Verlagerungsstellen für die US-amerikanische Regierung und weitere Behörden zwischen 30 und 300 Meilen rund um Washington bestimmt, wozu auch Mount Weather gehören sollte.
Das Army Corps of Engineers baute den unterirdischen „Area-B“-Komplex von 1958 bis 1959 für geschätzte (inflationsangepasste) eine Milliarde Dollar. Der Eingang zu diesem Bunker soll durch ein Falltor gesichert sein, welches 3,5 Meter hoch, 7 Meter breit, 34 Tonnen schwer und 1,5 Meter dick ist, Öffnung oder Schließung sollen 10 bis 15 Minuten benötigen. Die unterirdische Anlage beherbergt ein Krankenhaus, ein Krematorium, Restaurant-, Erholungs- und Schlafbereiche, ein Kraftwerk, sowie Radio- und Fernsehstudios, die Teil eines nationalen Katastrophenfallsystems sind. Einige Nebentunnel beherbergen 20 Bürogebäude, die bis zu drei Stockwerke hoch sind, wobei im Osttunnel ein Computerzentrum zur Simulation und Bewältigung von Krisen namens Contingency Impact Analysis System (CIAS) beziehungsweise Resource Interruption Monitoring System (RIMS) vorhanden sein soll. Angaben über die Kapazitäten des Gesamtkomplexes schwanken zwischen 200 und 2000 Personen für 30 Tage, in jedem Fall existieren private Schlafquartiere für den Präsidenten der Vereinigten Staaten und seine Regierung, von denen selbst im Krisenfall Vertreter in Washington, wie auch an anderen Orten bleiben sollen. Während der Kubakrise 1962 und der Ermordung Kennedys 1963 wurde die Anlage vermutlich von der US-amerikanischen Regierung teilweise verwendet. Am 9. September 1965 während des großen Stromausfalls im Nordosten der Vereinigten Staaten, wie auch bei den Unruhen und Antikriegsdemonstrationen 1967 and 1968, soll die Kapazität der Anlage vollständig genutzt worden sein.
Am 1. Dezember 1974 stürzte eine Boeing 727 im Nebel am Mount Weather ab, wobei alle 92 Flugzeuginsassen starben. Durch dieses Ereignis gelangte der Mount-Weather-Komplex zum ersten Mal ins Bewusstsein der amerikanischen Öffentlichkeit. Die Washington Post berichtete darüber und zitierte einen Sprecher des Verteidigungsministeriums, dem es allerdings nicht erlaubt war, Angaben über den Zweck dieser Regierungseinrichtung zu machen. Nach Aussage eines Senatsausschusses über Verfassungsrechte im Jahr 1975 hatte das Abgeordnetenhaus der Vereinigten Staaten fast überhaupt keine Kenntnis über Mount Weather, etwa hinsichtlich entsprechender Budgets. Der pensionierte Air-Force-General Leslie W. Bray machte vor dem Senatsausschuss die Aussage: „Es ist mir untersagt, die genaue Aufgabe und das Potenzial zu beschreiben, das wir am Mount Weather oder anderen Örtlichkeiten haben.“ Gleichwohl übergab General Bray dem Ausschuss eine Liste mit Einträgen der Aufgabenbereiche von Mount Weather: Militär, Regierung, Kommunikation, Transport, Energieversorgung, Landwirtschaft, Handwerk, Handel, Arbeit, Finanzen, Medizin und Ausbildung, Gesundheit, Bevölkerungspolitik, Wohnungsbau und Vorratslagerung. Im März 1976 erschien im „Progressive Magazine“ ein Artikel mit dem Titel „The Mysterious Mountain“ (Der geheimnisvolle Berg) von Richard Pollock, der Ergebnisse des erwähnten Senatsausschusses und Interviews mit ehemaligen Angestellten der Anlagen von Mount Weather verwendete. Sein Bericht und ein Artikel von Ted Gup im Time Magazine von 1991 mit dem Titel „Doomsday Hideaway“ (Zuflucht für den Tag des jüngsten Gerichts) liefern einige interessante und überzeugende Details zum Mount-Weather-Komplex.

## Heutige Funktion von Mount Weather
Angeblich nahm Vizepräsident Dick Cheney direkt nach den Anschlägen vom 11. September 2001 Zuflucht im Mount-Weather-Komplex, einem (laut Guardian, 2006) vollkommen „sicheren und geheim gehaltenen Ort“, wenngleich es sich dabei auch um die Einrichtung Site R (Raven Rock) gehandelt haben könnte. Kurz danach wurden Personal und Versorgung von Mount Weather außerordentlich verstärkt. Heute sollen allein 673 Zivilangestellte im Mount-Weather-Komplex arbeiten. Zudem soll eine ähnliche Regierungsanlage namens Greenbrier Resort stillgelegt worden und in ihrer Funktion weitgehend von Mount Weather übernommen worden sein.

## Rezeptionen
- Im Kinofilm Thirteen Days wird Mount Weather als Ausweicheinrichtung im Falle eines sowjetischen Atomangriffs auf die Vereinigten Staaten während der Kubakrise 1962 erwähnt.

- In der letzten Folge der neunten Staffel der Fernsehserie Akte X („Die Wahrheit“) dringt der ehemalige FBI-Agent Fox Mulder in den Mount-Weather-Komplex ein, welcher von einer Schattenregierung der Vereinigten Staaten kontrolliert wird. Er findet dort Beweise für eine Regierungsverschwörung und das Datum (22. Dezember 2012) einer geplanten Alieninvasion, bevor er verhaftet und vor Gericht gestellt wird.

- In der vierten Staffel der Dramaserie 24 wird während einer atomaren Bedrohung ein Großteil der amerikanischen Regierung nach Mount Weather evakuiert (dies wird jedoch nur beiläufig erwähnt).

- Im Kinofilm Der Anschlag wird in einem Bunker des Mount Weather während einer Übung vom fiktiven Präsidenten Fowler (gespielt von James Cromwell) DEFCON 1 angeordnet.

- In der Fernsehserie The 100 ist Mount Weather ein zentraler Handlungsort, er stellt dort ein Versorgungslager und Stützpunkt dar, in dem einige Menschen die Postapokalypse überlebt haben.